# Joaquín Sánchez de Toca Calvo

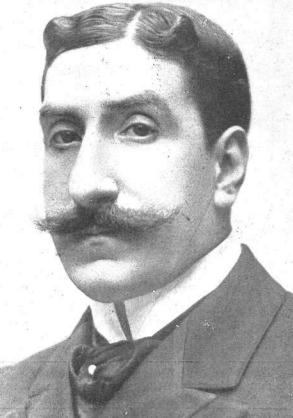
Joaquín Sánchez de Toca Calvo.

Joaquín Sánchez de Toca y Calvo (Madrid, 24 september 1852 – Pozuelo de Alarcón, 13 juni 1942) was een Spaans politicus en eerste minister.

## Levensloop

### Studies, afgevaardigde en senator
Hij was de zoon van schrijver en hofarts van koningin Isabella II, Melchor Sánchez de Toca y Sáenz de Lobera, en volgde een studie in de rechtswetenschappen aan de Universiteit van Bordeaux en ook aan de Complutense Universiteit van Madrid. In 1870 promoveerde hij al op 18-jarige leeftijd tot doctor in de rechten met een proefschrift over het canoniek recht in het huwelijk. Dit proefschrift werd kort nadien uitgegeven, aangevuld met een proloog van de Spaanse historicus Aureliano Fernández-Guerra.
Zijn politieke loopbaan begon toen hij tijdens de heerschappij van koning Alfons XII op 27 april 1884 verkozen werd tot afgevaardigde in het Congres van Afgevaardigden. Hij bleef er zetelen tot en met 27 maart 1898 en dit voor de Conservatieve Partij onder leiding van Antonio Cánovas del Castillo. Van 1896 tot 1897 en voor een korte tijd in 1907 was hij tweemaal burgemeester van Madrid.
Op 10 april 1898 werd hij verkozen tot senator en via een koninklijk decreet van regentes Maria Christina werd hij op 21 april 1899 benoemd tot senator voor het leven.
Daarnaast was hij tussen 1896 en 1897 alcalde (burgemeester) van Madrid, een ambt dat hij in 1907 nogmaals voor korte tijd zou bekleden.
Zijn zoon Joaquín Sánchez de Toca Ballester en zijn neef Fernando Sánchez de Toca Muñoz werden later ook afgevaardigde in het Congres van Afgevaardigden.

### Minister, afgevaardigde en tegenstander vanMiguel Primo de Rivera
Op 23 oktober 1900 werd hij minister van Landbouw, Industrie en Handel in de tweede regering van Marcelo Azcárraga Palmero en bleef dit tot en met 6 maart 1901. Vervolgens was hij van 6 december 1902 tot en met 20 juli 1903 minister van Marine in de regering van Francisco Silvela y de Le Vielleuze. In de regering van Antonio Maura was hij daarna van 5 december 1903 tot en met 16 december 1904 minister van Genadeverzoeken en Justitie.
Vervolgens was hij voorzitter van de Staatsraad. In 1913 verliet hij samen met Eduardo Dato de Conservatieve Partij, waarna hij van mei 1915 tot mei 1916 voorzitter van de Senaat was.
Op 20 juli 1919 werd hij eerste minister van Spanje ter opvolging van Antonio Maura, nadat die weigerde om een coalitieregering te vormen. Omdat hij de sociale probleem niet wilde oplossen, moest hij op 12 december 1919 al aftreden ten voordele van Manuel Allendesalazar Muñoz de Salazar. Vervolgens was hij van december 1919 tot mei 1923 opnieuw Senaatsvoorzitter.
Sánchez de Toca was een grote tegenstander van de militaire dictatuur van Miguel Primo de Rivera, die tussen september 1923 en januari 1930 regeerde. Hij veroordeelde vooral het feit dat Primo de Rivera de grondwet van 1876 buiten werking stelde. Nadat Primo de Rivera aftrad, vroeg koning Alfons XIII hem in 1931 om een tweede regering te vormen. Dit weigerde Sánchez echter en in 1933 liet hij in een interview met het dagblad "Heraldo de Madrid" scherpe kritiek horen tegen de monarchie van Alfons XIII, maar ook tegen de toen heersende republikeinse regering onder president Niceto Alcalá Zamora.

### Activiteiten als schrijver en ereambten
Als schrijver gaf hij vooral werken uit in verband met sociale, politieke, rechterlijke en historische thema's.
Op 1 april 1890 werd hij wegens zijn politieke en schriftelijke verdienste toegelaten tot de Real Academia de Ciencias Morales y Políticas, waarvan hij lid was tot aan zijn dood. Van 9 december 1919 tot en met 15 september 1936 was hij tevens de voorzitter van deze academie, waarna hij tot aan zijn dood erevoorzitter was.
Van 1914 tot 1915 was hij eveneens de voorzitter van de Real Academia de Jurisprudencia y Legislación.
- Biblioteca Nacional de España: XX1112783
- Bibliothèque nationale de France: cb10610224z (data)
- Catàleg d'autoritats de noms i títols de Catalunya: 981058530497306706
- Gemeinsame Normdatei: 1057284688
- International Standard Name Identifier: 0000 0000 6636 529X
- Library of Congress Control Number: n85078551
- Nationale Bibliotheek van Israël: 987007280711105171
- Réseau des bibliothèques de Suisse occidentale: 02-A021530741
- Système universitaire de documentation: 106621572
- Virtual International Authority File: 35881143
- WorldCat: E39PCjKD3G88wjrR87YqrrFmQy